# Dentális hang

3. dentális (felső fogsor)

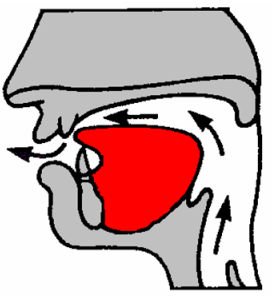
egy foghang artikulációja

A  fonetikában dentális a foghangok artikulációjának helyét jelöli.. A latin apex „nyelvhegy“ szó felhasználásával apiko-dentális a másik használatos megjelölés. 
Ha a fogakkal együtt az artikulációhoz az ajkak is kellenek, akkor labiodentális hangokról beszélünk.
Apiko-dentális hangok az angol  th-hang zöngétlen és zöngés változata, a magyar f (zöngétlen) és v (a zöngés párja) is ilyen hangok.
Emellett léteznek még lamino-dentalis hangok, melyeknél a nyelv megérinti, vagy súrolja a felső fogsor tövénél lévő ínyt. Az t, d, s, z hangok variánsai ilyenek.